# Mikael Eriksson (fysiker)
Hans Mikael Eriksson, född 4 augusti 1945, är en svensk fysiker och professor i acceleratorfysik vid Max IV-laboratoriet, Lunds Universitet. Han är son till journalisten Edov Eriksson och bibliotekarien Anne-Marie Alfvén-Eriksson samt far till författaren Lina Wolff.
Eriksson disputerade 1976 vid Kungliga Tekniska Högskolan. Han är känd för sin forskning kring konstruktioner av synkrotronljuskällor. Med flertalet publikationer inom området har hans forskning även spelat en stor roll vid utvecklingen av Max IV-laboratoriet. Han har även författat en bok om just utvecklingen av Max-lab.
2011 mottog Eriksson KTH:s stora pris för sin nyckelroll vid skapandet av Max-lab.